# لينا تريسي هانكس
لينا تريسي هانكس (بالإنجليزية: Lena Tracy Hanks)‏ هي عالمة نبات أمريكية، ولدت في 1879، وتوفيت في 1944.